# 甲府買物独案内
『甲府買物独案内』（こうふかいものひとりあんない）は、江戸時代後期に成立した甲斐国の甲府城下町に関するタウンガイド。
甲府城下町における諸職種・商種が一覧されており、表題には「甲府繁盛之図」と称された城下町の遠景を写実した図版が掲載され、甲府城下町の賑わいを示す資料として注目されている。刊行は嘉永7年（1854年）で、明治5年（1872年）には増補改訂版が出版されている。編集・出版は甲府在住の書肆である伊勢屋宗助。別称は甲斐市中買物独案内。

## 都市の成熟と商工名鑑の成立
近世においては大坂、京都、江戸の大都市が成熟し、地方にも城下町などの多様な商職種の人々が集住して都市が発達した。これらの大都市においては人口の増加により消費地としての性格を強め、商職種を一覧したタウンガイド（商工名鑑）の需要が生じた。大坂では文政2年（1819年）に『商人買物独案内（浪華買物独案内）』、江戸では文政7年（1824年）に『江戸買物独案内』、京都では天保2年（1832年）に『商人買物独案内（京都買物独案内）』が出版されている。
甲府は近世初頭に築城された甲府城を中心とする城下町が発達し、甲州街道をはじめとする諸街道の整備などにより甲府は政治的・経済的中心地となり、特に甲州街道を通じて江戸から文物が往来していた。『甲府買物独案内』（以下『甲買』）はこうした甲府城下町の成熟を背景に成立し、その内容・体裁などにおいて『江戸買物独案内』の影響を受けていることが指摘されている。
また、『甲買』以外でも、文政10年（1827年）には甲府城下を含め甲州街道沿いの店舗を紹介した『諸国道中商人鑑』などの出版物も存在しているが、『諸国道中商人鑑』が旅人を対象としているのに対し、『甲買』は在地の人々への宣伝が目的であったと考えられている。

## 諸本と内容構成

### 諸本の存在と分類
『甲府買物独案内』は2008年時点で7本の諸本の存在が確認されており、刊行年代や内容からI - III型に分類されている。
I型は嘉永7年に刊行された版を指す。一方、II型は明治5年刊行の版を指し、III型はII型の派生本と位置づけられている。I - III型ともに諸本では収録されている店舗に異同があり、甲府城下町の年次的推移に伴う新規の出店や廃業、利用者の要望などを受け追加紹介される形で改版が刊行されたと考えられている。III型はII型の半分程度の店舗が記載されている。
I型は(1)山梨県立博物館所蔵「甲州文庫」本（A）、(2)岩瀬文庫本がある。II型は(3)山梨県立博物館所蔵「甲州文庫」本（B）のみが該当し、III型は(4)山梨県立博物館所蔵「甲州文庫」本（C）、(5)山梨県立博物館所蔵「古文書雑輯（2）」、(6)「甲州文庫」「若尾資料」、(7)山梨県立博物館所蔵「若尾資料」本が存在する。ほか、(7)国立国会図書館所蔵の『甲斐市中買物独案内』が存在し、これは(3)よりも詳細なII型に相当することが指摘される。

### 形態と内容構成
形態・内容構成は諸本とも共通し、寸法は縦10.0、横19.0センチメートルで、分量はII型の方が多い。内容構成は扉に「甲府買物独案内」と「大塚蔵板」の印影があり、次に甲府城下の賑わいを遠景図で描いた「甲府繁盛之図」が掲載されている。さらに見開きで「いろは仮名引」の目録、序文が続き、目録は城下町の諸職種の屋号や所在地などの情報が記され、職種ごとに分類された目録から検索できるようになっている。
これらの構成は『江戸買物案内』と共通し、『甲買』は『江戸買物独案内』の影響を受けていることが指摘されている。
序文はI型では甲府緑町の書肆（出版業者）である伊勢屋宗助を指す「勝龍軒　茶翁」によるもので、III型では「峡中 勢龍軒」により記されており、I型、II型も同様に出版の目的を記した内容になっている。
さらにII・III型では後書部分に出版元として伊勢屋宗助のほか、甲府八日町（甲府市中央）の書肆商藤屋伝右衛門や江戸人形町の書肆である小川半助の共同出版であることが記されている。

## 出版の背景
伊勢屋宗助の序文によれば、『甲買』を出版した目的は甲府城下町の諸職種を「いろは」順に配列して一覧化し商売の利便性を確保するためであるとしている。以下、I型とII型の序文を引用する。
「甲府繁盛之図」は手前に高札場付近に賑わう群集の様子が写実的に描かれ、遠景には画面右奥に巨大な建物や黒い塔、雲上に甲府城の櫓など城下町を象徴する特徴的な建物が描かれている。「甲府繁盛之図」が描いている視点は、甲州街道沿いの八日町一丁目（甲府市中央）付近から北側を描写し、画面右奥の建物は長禅寺、黒い塔は時の鐘に比定し、これらの建物が左右逆に描かれている点については印刷上の問題としている。
一方で、髙橋修は黒い塔が二基描かれている点に着目し、これを火の見櫓と比定して位置関係を再考し、同図が描いている視点は八日町付近から南向きになり、群集が賑わうのは八日町通、長禅寺と考えられていた画面右奥の建物は一蓮寺（甲府市太田町）にあたり、手前には亀屋座の芝居小屋が描かれ位置関係が矛盾無く収まることを指摘している。甲府城に関しては雲上に描くことで位置関係をぼかし、甲府城下町を象徴する記号として描いたものとしている。
さらに、「甲府繁盛之図」で描かれている八日町は高札場や甲府町年寄である坂田家屋敷が所在する甲府町政の中心地であると同時に、甲州街道沿いで若松屋をはじめとする大店が存在する経済的中心地であるが、髙橋は画面右奥の一蓮寺の伽藍が誇張して描かれている点を指摘し、『甲買』出版元の伊勢屋宗助が一蓮寺の寺院街と隣接し城下町の周縁部にあたる甲府緑町に在住している点から、同図には甲府緑町を八日町と対比させることで視覚的に読者の関心を惹きつけ、緑町付近の活性化を図る意図があったものと推測している。
また、髙橋は『甲買』では諸本により紹介される店舗の異同があるが、嘉永7年本と明治5年本を比較し、明治5年本では新たに勃興した生糸産業に関する職種が数多く紹介され、料理屋や書物商の増加、一方で明治期には衰退する職種も見られる点など、時代の変化を読み取ることができることも指摘している。

## 関連書
- 諸国道中商人鑑 - 文政期に発行された甲州街道・中山道の（旅商人向け）旅行ガイドブック[12]
- 甲州道中記（十返舎一九）
- 甲斐関係重宝記（江戸期の実用事典） - 中仙道木曽道中重宝記／東山道木曽道中重宝記／甲斐重宝記
- 峡中広告集 - 明治期の商店・旅館などの広告宣伝チラシ、案内を収載したもの。[13]